# ليفي فيديليكس
ليفي فيديليكس (27 ديسمبر 1951 - 23 أبريل 2021) سياسي برازيلي محافظ ورجل أعمال وصحفي. كان مؤسس حزب تجديد العمل البرازيليK وترشح لمنصب رئيس البرازيل في انتخابات 2010 و2014. وكان معروفًا بشكل خاص في البرازيل بوعده ببناء نظام قطار سريع يربط ساو باولو وريو دي جانيرو، ولإعلاناته المثيرة للجدل حول المثليين خلال نقاش سياسي في عام 2014. ترشح لعدة مناصب سياسية لكنه لم يفز بواحدة منها. توفي فيديليكس في 23 أبريل 2021 ولم يتم الكشف عن سبب الوفاة بعد.